# Іоанн VII Палеолог
Іоанн VII Палеолог (грец. Ἰωάννης Ε′ Παλαιολόγος, 1370  — 22 вересня 1408, Константинополь) — імператор Візантійської імперії упродовж шести місяців у 1390, та, пізніше, з 1399 по 1402 рік.
Іоанн VII Палеолог був сином Андроніка IV та Кератси Болгарської — дочки болгарського царя Івана Александра. Після того як 1373 року батько Іоанна Андронік намагався підняти заколот проти свого батька Іоана V, та узурпації трону  1376 року, імператор Іоанн V Палеолог наказав осліпити злочинця разом зі своїм онуком. Але це зробили не повністю, і Іван, як і його батько, зберіг зір, хоч бачив погано, косив і часто кліпав.
1381 року Іоанн отримав у володіння Сілімврію. У квітні 1390 Іоанн за підтримки турецького султана Баязида, захопив столицю Константинополь, повалив діда і прийняв царську владу над країною. Його правління правда, тривало зовсім недовго, лише кілька місяців. Молодший брат Андроніка IV, Мануїл, вирушив на допомогу батькові і змусив тікати узурпатора зі столиці. Іоанн VII утік до турецького султана і свого тестя Баязида І, з дочкою якого він був одружений.
У 1398 Іоанн знову підняв повстання проти Мануїла. Але, побачивши що насувається загроза турецької навали, Палеологи об'єдналися. Мануїл виїхав до Європи шукати допомогу проти турків, а сам Іоанн, залишившись у місті, 1402 року був змушений відбивати турецьку облогу. На щастя для них, турки зняли облогу й пішли в Азію, де на них раптово напав емір Тимур, який взяв султана Баязета I в полон. Мануїл повернувся з Європи у 1403 році і дарував Іоанну у володіння острів Лемнос і Фессалоніку.
Іоанн помер у 1408 році, зберігаючи почесний титул імператора. Одружений з Іреною Гаттілузіо, дочкою генуезького правителя Лесбосу з впливової генуезької родини Гаттілузіо, їхній єдиний син Андронік (іноді званий Андроніком V) помер малолітнім.